# Tabuina varirata
Tabuina varirata är en spindelart som beskrevs av Maddison 2009. Tabuina varirata ingår i släktet Tabuina och familjen hoppspindlar. Inga underarter finns listade i Catalogue of Life.